# Arturo Cuenca Sigarreta
Arturo Cuenca Sigarreta (Holguín; 20 de septiembre de 1955-Miami; 8 de agosto de 2021) fue un artista plástico cubano, figura clave del llamado Movimiento de la Nueva Plástica Cubana.

## Trayectoria
Adquirió una preparación artística docente durante sus estudios no terminados en 1973 en la Academia Nacional de Bellas Artes San Alejandro, La Habana en 1973, así como en la especialidad de Literatura en la Escuela Nacional de Instructores de Arte, La Habana, Cuba, entre 1979 y 1982. Ha desarrollado su obra en manifestaciones como la pintura, el grabado, el diseño gráfico y la fotografía.
Mantuvo una disputa con el otrora ideólogo del Partido Comunista de Cuba, Carlos Aldana, originada a raíz de las ideas expresadas por el artista en uno de los congresos de la Unión de Escritores y Artistas de Cuba (UNEAC), en torno al tema de la confrontación entre el arte y la ideología en el ámbito, excesivamente politizado, de la sociedad cubana contemporánea. Esta disputa lo llevó a convertirse en enemigo político del régimen de Fidel Castro, lo cual lo obligó a emigrar a Estados Unidos en 1991.
La constante búsqueda de formas expresivas por parte del artista se ha visto reflejada en la evolución de su obra y en la variedad de las técnicas que ha empleado. Son notorios también sus trabajos fotográficos.
Su preocupación por el estado de aislamiento en que se encontraban los artistas cubanos de su generación lo llevó a fundar en México, en la década de 1980, el centro cultural “NinArt”, con la colaboración de Nina Menocal, siendo ésta la primera organización no gubernamental dedicada a promover las obras de artistas cubanos en el exterior de Cuba desde el cambio político de 1959.
Por su destacado aporte a las artes plásticas, Arturo Cuenca fue galardonado en 1992 con el premio de la Fundación Cintas de Nueva York.
Fue hallado muerto el 19 de agosto de 2021 en su apartamento de Miami, donde vivía solo. Se estima que su fallecimiento se produjo después del 8 de agosto y que transcurrieron al menos seis días antes del hallazgo del cadáver.

## Exposiciones personales
Entre sus muestras personales más importantes podemos mencionar los años 1983 en el Museo Nacional de Bellas Artes, La Habana; en 1986 Rotterdam Art Space Gallery, Róterdam, Holanda; en 1989 Galería del Auditorio Nacional, México, D.F; en 1990 la Galería de Arte Mexicano, México D.F y en 1993 Intar Latin American Gallery, Nueva York, EE. UU.

## Exposiciones colectivas
El artista ha participado en varias exposiciones colectivas, entre ellas se destacan en 1973 el III Salón Nacional Juvenil de Artes Plásticas, en el Museo Nacional de Bellas Artes, La Habana, Cuba; en 1980 la XIéme Bienal de París en el Museo de Arte Moderno de París, Francia; en 1983 el Centro Cultural de Bechem, Bélgica; en 1986 la II Bienal de La Habana, en el Museo Nacional de Bellas Artes; en 1992 la I Feria de Arte Contemporáneo Guadalajara’92. Guadalajara, Jalisco, México; y en 2002 el Museum of Art, Fort Lauderdale, Florida, EE. UU.
La participación de Arturo Cuenca en la XI Bienal de París en 1980, lo llevó a convertirse en el primer artista cubano en exponer sus cuadros en dicho certamen y atrajo la atención del público internacional hacia su obra, enmarcada en el estilo denominado por el propio autor como palimpsesto, por el hecho de componer la imagen a partir de planos superpuestos, como expresión del dinamismo de la realidad plasmada en el lienzo y de la idea vinculada a dicha realidad.

## Premios
A lo largo de su carrera ha adquirido varios reconocimientos, tales como el Premio en Instalación en el Salón de Artes Plásticas UNEAC, Museo Nacional de Bellas Artes, La Habana; en 1986 el Premio en Fotografía del Concurso 13 de Marzo, Galería L, La Habana; y en 1987 el Premio en Grabado del Encuentro de Grabado’87, Museo Nacional de Bellas Artes, La Habana, Cuba.

## Colecciones
Su obra forma parte de las colecciones del Center for Cuban Studies, New York, U.S.A; Cintas Foundation, Inc., New York, U.S.A.; Fototeca de Cuba, Havana, Cuba; Galería Nina Menocal, México, y el Museo Nacional de Bellas Artes, La Habana, Cuba.